# Powiat grodziskomazowiecki
Powiat grodziskomazowiecki (również powiat grodziski lub powiat grodzisko-mazowiecki) – powiat istniejący w latach 1867–1869 oraz 1948–1975. Jego ośrodkiem administracyjnym było miasto Grodzisk. Od 1869 do 1948 jednostka funkcjonowała jako powiat błoński. 

## 1867–1869
Powiat utworzono 1 stycznia 1867, w okresie Królestwa Polskiego w guberni warszawskiej, w związku z reformą administracyjną Królestwa (utworzenie 10 guberni i 85 powiatów), mającej na celu ułatwić administracji rosyjskiej prowadzenie ucisku narodowego wobec ludności polskiej. W chwili utworzenia obejmował:
- 5 miast – Błonie, Grodzisk, Mszczonów, Nadarzyn i Wiskitki;
- 12 gmin wiejskich – Guzów, Helenów, Kaski, Młochów, Pass, Piekary, Radziejowice, Radzików, Skuły, Wólka Grodziska i Żyrardów.

29 września 1869 powiat zniesiono, przekształcając go w powiat błoński z siedzibą w Błoniu.

## 1948–1975

### 1948–1952
Powiat grodziskomazowiecki utworzono po raz drugi 2 marca 1948 w województwie warszawskim z obszaru zniesionego powiatu błońskiego.
1 lipca 1948 utworzono gminę Podkowa Leśna z części obszaru gmin Helenów (gromady Podkowa Leśna i Letnisko Młochówek) i Młochów (część gromady Żółwin). 
Od 1949 roku miasto Żyrardów nie wchodziło w skład powiatu, stanowiąc odrębny powiat grodzki.
1 stycznia 1950 gminę wiejską Brwinów przekształcono w miasto Brwinów.
1 stycznia 1951 gminę wiejską Milanówek przekształcono  w miasto Milanówek.

### 1952–1954
1 lipca 1952 powiat grodziskomazowiecki otrzymał nowe granice:
- od powiatu grodziskomazowieckiego odłączono i włączono do nowo utworzonego powiatu pruszkowskiego:
  - miasto Błonie,
  - miasto Brwinów,
  - miasto Milanówek, do którego włączono zniesione gromady Nowa Wieś i Polesie ze zniesionej gminy Młochów oraz osiedle Parcele Milanówek z gminy Grodzisk[12],
  - gminę Helenów (część obszaru gminy Helenów  – gromada Sokołów – weszła w skład nowo utworzonej gminy Michałowice w powiecie pruszkowskim, natomiast do gminy Helenów  – do gromady Komorów[13]  – przyłączono część obszaru zniesionej gminy Skorosze ze zniesionego powiatu warszawskiego: część gromady Pęcice stanowiącą osiedle Chlebów[14],
  - gminę Pass, oprócz ośmiu gromad, które pozostały w powiecie grodziskomazowieckim, zostając włączone do gminy Kaski (patrz poniżej),
  - gminę Podkowa Leśna, do której przyłączono gromady Owczarnia i Żółwin ze zniesionej gminy Młochów[15],
  - gminę Radzików,
  - część zniesionej gminy Młochów, z której utworzono nową gminę Nadarzyn (gromady Kajetany, Młochów, Nadarzyn, Rozalin, Rusiec, Siestrzeń, Stara Wieś, Terenia, Urzut, Walendów i Wolica)[16];

- od powiatu grodziskomazowieckiego odłączono i włączono do nowo utworzonego powiatu piaseczyńskiego:
  - większą część niesionej gminy Młochów, z której utworzono nową gminę Mroków (gromady Garbatka, Jabłonowo, Kossów, Krakowiany, Marysin, Mroków, Parole, Stachowo, Stefanowo, Szamoty, Warszawianka, Warszawska Kolonia, Wola Krakowiańska, Wola Mrokowska i Wólka Kossowska)[17];

- w dodatku dokanano kilku zmian wewnątrz powiatu grodziskomazowieckiego:
  - 3 gromady ze zniesionej gminy Młochów włączono do gminy Grodzisk (gromady Książenice, Marynin i Władysławów)[18],
  - 8 gromad odłączono od gminy Pass i włączono do gminy Kaski (gromady Basin, Cegłów, Gole, Izdebno Kościelne, Izdebno Nowe, Karolina, Murowaniec i Zabłotnia).

Po zmianach tych powiat grodziskomazowiecki obejmował:
- 2 miasta – Grodzisk Mazowiecki i Mszczonów;
- 7 gmin wiejskich – Grodzisk, Guzów, Kaski, Piekary, Radziejowice, Skuły i Żyrardów-Wiskitki.

5 października 1954, w przeddzień reformy administracyjnej  kraju, wprowadzono kilka zmian:
- z miasta Mszczonowa wyłączono miejscowości Kuranów, Postrzygałki, Sosnowica i Wymysłów,
- gromady Milanówek-Kolonia i Milanówek-Wieś zniesiono, włączając je wraz ze wschodnią częścią gromady Chrzanów Mały (wszystkie z gminy Grodzisk) do miasta Milanówka w powiecie pruszkowskim,
- do powiatu grodziskomazowieckiego z powiatu pruszkowskiego włączono gromady Boża Wola, Bronisławów, Żaby (wszystkie z gminy Pass) i Siestrzeń (z gminy Nadarzyn),
- do powiatu grodziskomazowieckiego z powiatu sochaczewskiego włączono gromadę Aleksandrów (z gminy Szymanów).

### 1954–1972
Jesienią 1954 w Polsce zniesiono gminy zbiorowe, a wich miejsce utworzono gromady. W powiecie grodziskomazowieckim utworzono następujące gromady (w nawiasach podano okres funkcjonowania): Adamowice (1954–59), Adamowizna (1954–59), Baranów (1954–68), Bartoszówka (1954–72), Bobrowce (1954–59), Bronisławów (1954–59), Budy Zosiny (1954–61), Buszyce (1954–59), Franciszków (1954–72), Gole (1954–61), Guzów (1954–72), Izdebno Nowe (1954–61), Jaktorów (1954–72), Kaski (1954–72), Korytów A (1954–72), Kozerki (1954–59), Kozłowice Nowe (1954–59), Książenice (1954–59), Kuklówka-Zarzeczna (1954–59), Miedniewice (1954–68), Międzyborów (1954–68), Natolin (1954–68), Ojrzanów (1954–61), Osuchów (1954–72), Piekary (1954–68), Radziejowice (1954–72), Słubica Dobra (1954–59), Wiskitki (1954–72), Wręcza (1954–59) i Żabia Wola (1954–72).
1 stycznia 1955 gromadę do powiatu grodziskomazowieckiego włączono gromadę Oryszew (1954–61) z powiatu sochaczewskiego w tymże województwie (Drzewicz, Drzewicz Nowy, Duninopol, Janówek, Oryszew, Oryszew Nowy, Podbuszyce i Podoryszew i Stara Wieś), 
Z czasem liczba gromad stopniowo malała (vide powyżej); powstały także trzy nowe gromady – w 1959 roku Grodzisk Mazowiecki (1959–72) i Mszczonów (1959–72), a w 1961 roku Cegłów (1961–72).
1 stycznia 1959 obszar miasta Żyrardowa, stanowiącego powiat miejski, zwiększono przez dołączenie:
- część gromady Korytów A (część obszaru byłego majątku OZR Ruda Guzowska o powierzchni około 80 ha),
- część gromady Kozłowice Nowe (część obszaru wsi Kozłowice Stare (tzw. "Przydatki") o powierzchni około 100 ha),
- część gromady Międzyborów (część obszaru osady Międzyborów o powierzchni około 66 ha),
- część gromady Wiskitki (obszary miejscowości Piotrowina i Dobra-Sokule oraz obszar lasów państwowych nadleśnictwa Skuły obejmujące kwartały 26 i 31 o łącznej powierzchni około 97 ha).

31 grudnia 1961 do powiatu grodziskomazowieckiego:
- z powiatu grójeckiego (ze zniesionej gromady Budki Petrykowskie) włączono wsie Petrykozy i Redlanka (do gromady Bartoszówka) oraz wsie Bronisławów, Chudolipie i Nosy-Poniatki (do gromady Osuchów).
- z powiatu pruszkowskiego włączono miasto Milanówek, powiększone o część wsi Falęcin o nazwie Falęcin-Naddawki z gromady Brwinów w powiecie pruszkowskim.

31 grudnia 1961 z gromady Radziejowice wyłączono obszar o nazwie Turowo-Stegny, a z gromady Mszczonów obszar o nazwie Pogorzałki, włączając je do miasta Mszczonowa.

### 1973–1975
1 stycznia 1973 zniesiono gromady, a w ich miejsce ponownie wprowadzono gminy zbiorowe. Powiat grodziskomazowiecki podzielono na:
- 2 miasta – Grodzisk, Milanówek i Mszczonów;
- 7 gmin wiejskich – Baranów, Grodzisk Mazowiecki, Jaktorów, Mszczonów, Radziejowice, Wiskitki i Żabia Wola.

W wyniku reformy administracyjnej 1 czerwca 1975 powiat grodziskomazowiecki zniesiono, a jego obszar podzielono między nowe województwo warszawskie stołeczne i województwo skierniewickie.
Powiatu nie przywrócono w wyniku reformy 1999, lecz powstał powiat grodziski o zupełnie innym wykresie granic, również z siedzibą w Grodzisku Mazowieckim. Obszar dawnego powiatu odpowiada częściom dzisiejszych powiatów: grodziskiego, piaseczyńskiego, pruszkowskiego i żyrardowskiego (woj. mazowieckie).